# Новоивановский сахарный завод
Новоивановский сахарный завод — предприятие пищевой промышленности в посёлке городского типа Коломак Коломакского района Харьковской области Украины. Плановая производительность завода в 2013 году составляла 2 550 тонн свеклы в сутки.

## История
Новоивановский сахарный завод был построен купцом Молдавским в 1901 году на выкупленном у помещика Делянова участке земли на окраине слободы Коломак Валковского уезда Харьковской губернии Российской империи.
В ходе первой русской революции в 1905 году рабочие завода проводили митинги и собрания, добившись сокращения рабочего дня до десяти часов. В это же время на предприятии действовала подпольная группа РСДРП(б).
В январе 1918 года здесь была установлена Советская власть, но уже в апреле 1918 года селение были оккупированы немецкими войсками (остававшимися здесь до ноября 1918 года), в дальнейшем в ходе гражданской войны власть несколько раз менялась. 12 декабря 1919 года Советская власть была восстановлена, в начале ноября 1921 года был восстановлен сахарный завод и был подписан первый договор на обеспечение предприятия свеклой.
В 1935 году завод участвовал в социалистическом соревновании предприятий района и выполнил производственный план на 120 %, около 80 работников предприятия стали стахановцами.
Во время Великой Отечественной войны с 16 октября 1941 до середины сентября 1943 года селение находилось под немецкой оккупацией, но уже в 1944 году сахарный завод был восстановлен
В целом, в советское время завод входил в число крупнейших предприятий райцентра Коломак.
После провозглашения независимости Украины сахарный завод перешёл в ведение Государственного комитета пищевой промышленности Украины. В дальнейшем, государственное предприятие было преобразовано в открытое акционерное общество.
В начале 2004 года положение сахарных заводов Украины осложнилось в связи с увеличением импорта в страну сахара-сырца, что привело к снижению цен на сахар на внутреннем рынке. Тем не менее, в 2004 году завод произвёл 16,1 тыс. тонн сахара.
В 2005 году завод произвёл 14,5 тыс. тонн сахара, мощности предприятия в это время обеспечивали возможность переработки до 1,5 тыс. тонн сахарной свеклы в сутки. В 2006 году завод произвёл 18,4 тыс. тонн сахара.
Начавшийся в 2008 году экономический кризис осложнил положение предприятия. 2008 год завод завершил с убытком в размере 3,85 млн. гривен. 2009 год — с убытком 3 млн гривен.
В первом квартале 2010 года государственная налоговая администрация в Харьковской области предоставила заводу налоговую рассрочку на сумму 127,2 тыс. гривен, но тем не менее, завод завершил 2010 год с чистым убытком в размере 3,977 млн гривен.
В 2013 году завод входил в число трёх (из девяти) тогда действующих сахарных заводов на территории Харьковской области; он начал сезон 11 октября и закончил 18 декабря 2013, при установленной мощности оборудования 2 тыс. 550 тонн в сутки фактически переработав 145 тысяч тонн свеклы, выработав 19 500 тонн сахара.
27 октября 2013 года на заводе разрушилась одна из стен, в результате предприятие приостановило работу. В 2013 году в производство и ремонт было инвестировано 3,5 млн гривен. В сезон работы 2013 г. на заводе работали 360 человек.
В 2016 году завод произвёл 3,7 тыс. тонн сахара.
В 2010-х годах завод обеспечивал работой 300 человек и платил в местный бюджет до 7 500 000 гривен в год.
Но сберечь завод, который выстоял во время трёх революций, фашистской оккупации, выдержал несколько модернизаций и не был технически или морально устаревшим, не получилось. В начале 2021 года заводское оборудование было распилено на металлолом.
В феврале 2021 года агрохолдинг «Астарта», в состав которого входило предприятие, продал его как здания, предварительно вырезав оборудование и демонтировав железную дорогу, ведшую к заводу. Завод был уничтожен в год своего 120-летия.

## Состояние на 2020 год
Завод производил сахар-песок, патоку и свекольный жом.